# Pesillà de la Ribera
Pesillà de la Ribera ([pəzi'ʎaðələri'βeɾə], en francès Pézilla-la-Rivière) és un poble, cap de la comuna del mateix nom, de 3.374 habitants, de la comarca del Rosselló, a la Catalunya del Nord. Forma part del territori del Riberal de la Tet. Al pas del segle xviii al XIX, Pesillà era famós per la llegenda de les Santes Hòsties. Entre les altres curiositats de l'indret convé destacar l'altar de marbre de l'església que s'atribueix a l'època romana.

## Etimologia
Com quasi tots els topònims acabats en vocal tònica, prové d'un nom propi llatí, convertit en adjectiu derivat, que denota un establiment de la colonització romana. Diu Joan Coromines que l'origen és el nom propi pedilius, a través de la forma pediliānu.

## Geografia

Situació de la comuna de Pesillà de la Ribera en el Rosselló

### Situació i característiquesgenerals del terme
El terme comunal de Pesillà de la Ribera, de 156.200 hectàrees d'extensió, és situat a la comarca del Riberal de la Tet, a l'esquerra de la Tet.
La meitat nord del terme s'enfila cap a la carena que separa les conques de la Tet i de l'Aglí; l'extrem nord-oest del terme fins i tot s'enfila cap al massís del Montner, o de Força Real. La zona meridional està situada en dues terrasses paral·leles del vilafranquià i del Quaternari antic, que formen uns planells esglaonats, avui dia coberts de vinyes. La terrassa inferior, ran de la Tet, actualment protegida de les avingudes del riu per dics, conté el poble i la zona d'hortes, regades per una xarxa extensa d'agulles i recs.
Termes municipals limítrofs:
|                       | Calce |                       |
| Cornellà de la Ribera |       | Vilanova de la Ribera |
| Sant Feliu d'Avall    |       | El Soler              |

### El poble de Pesillà de la Ribera

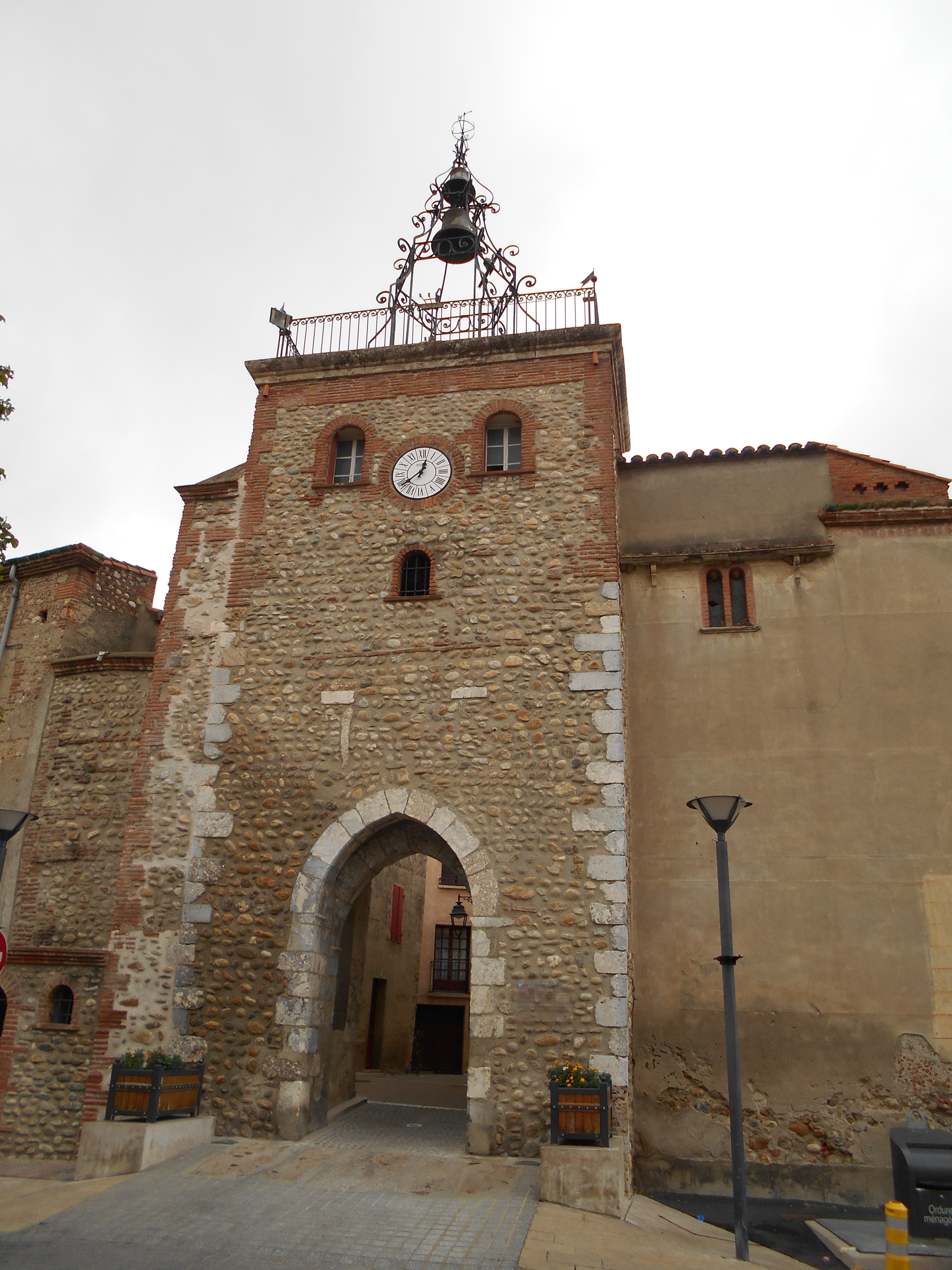
Portal de Revellí d'entrada a la vila closa

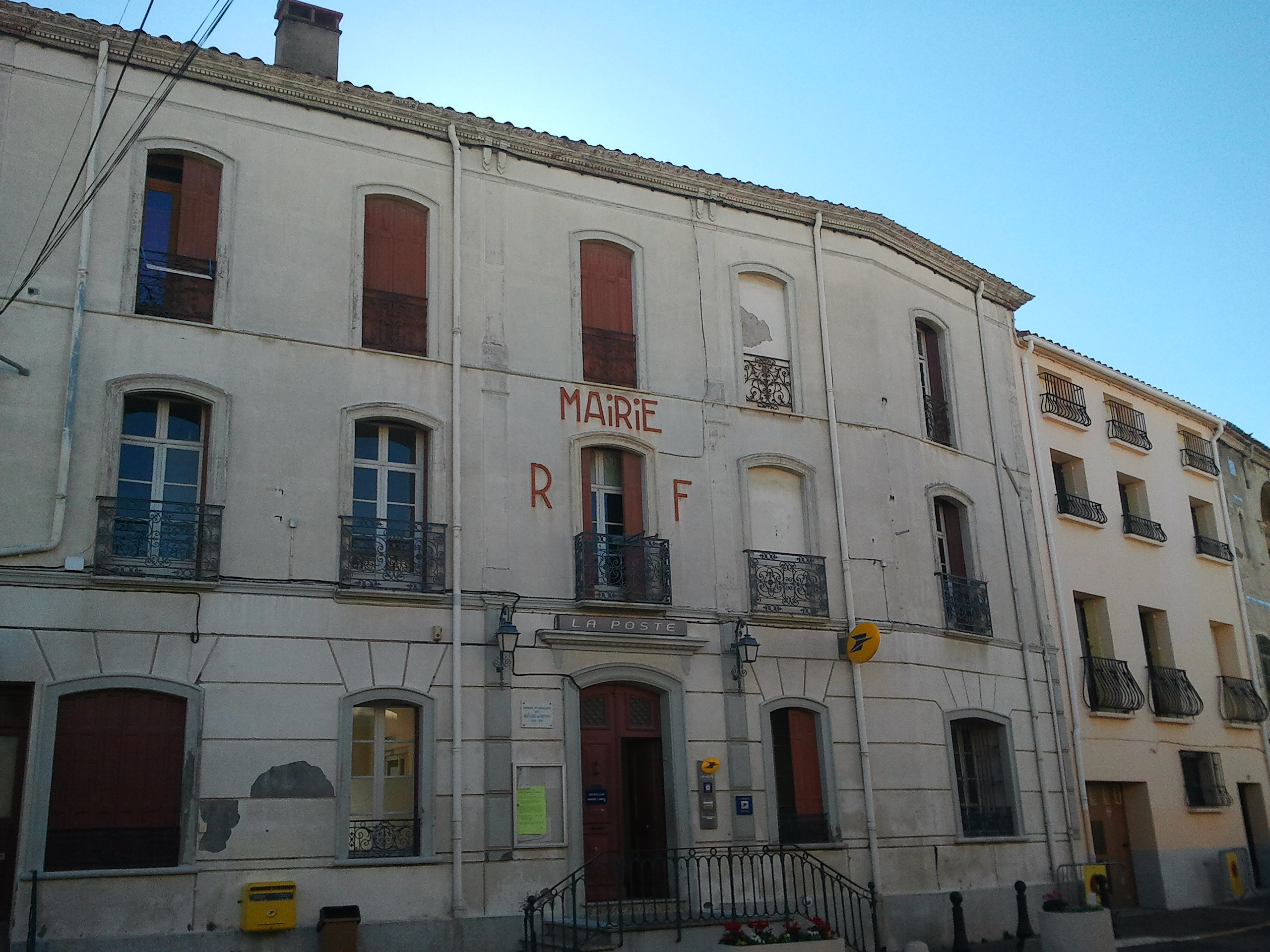
Antiga Casa del Comú, ara seu de Correus i altres serveis

El poble de Pesillà de la Ribera té els seus orígens en la cellera medieval formada al voltant de l'església parroquial de Sant Feliu i del seu cementiri (ara plaça) (església actualment dedicada a les Santes Hòsties, advocació que prengué amb la nova construcció de darreries del segle XIX). Era un nucli clos, quasi circular, encara avui dia fàcil de reconèixer tant en fotografies aèries com en directe, passejant pels seus carrers. D'aquest nucli clos, que havia estat murallat, se'n conserven almenys dos portals: el Portal d'Amunt i el Revellí, o Portal del Revellí.
A partir d'aquest nucli primigeni, el poble anà creixent seguint, sobretot, els eixos dels camins que sortien del poble vell, i després omplint la quadrícula dels voltants, fina avui dia, que ha agafat una extensió considerable, com correspon a les poblacions de la perifèria immediata de Perpinyà.

### Sant Sadurní del Cementiri Vell
Al cementiri vell del poble, al sud-est del nucli urbà, hi ha l'església romànica de Sant Sadurní, documentada d'ençà el segle x. Des de l'edat mitjana i fins a la Moderna estigué habitada i servida per un ermità.

### La Mare de Déu, o Nostra Senyora, de l'Eixau
L'oratori de la Mare de Déu, o de Nostra Senyora, de l'Eixau és al nord del poble, a la dreta del Rec de Pesillà, o l'Eixau.

### Els masos del terme
El terme de Pesillà de la Ribera té poques construccions aïllades fora del nucli urbà. Tanmateix, s'hi troben el Mas de l'Averós, el Mas d'en Batlle, el Mas Blanc, el Mas de Blanes, el Mas del Conte, el Mas d'en Roig, o Mas Guiter, el Mas Estrada, o Mas d'en Sanís, el Mas Mirós, el Mas Terra Verd, els Menerots, el Molí, el Molí de l'Oli i el Pont de la Por. Alguns dels noms conservats en la memòria són ja antics, en desús, com el Cortal Balanda, el Cortal de l'Hospici, el Cortal Mortage, el Cortal Siurola, el Cortal Talairac, el Mas Boixader, el Mas Llorenç, la Teuleria Buget, la Teuleria de l'Arnau i la Teuleria d'en Carbonell. Més a prop del poble es troben la Cava Cooperativa, el Cementiri Nou, el Cementiri Vell, amb la capella de Sant Sadurní, l'Estadi Lluís Blad, el Mercat (un antic mercat) i el santuari de la Mare de Déu, o Nostra Senyora de l'Eixau.

### Hidrografia
Pel fet de ser un poble del Riberal de la Tet, regat directament per l'aigua derivada de la Tet, hi ha alguns canals d'irrigació i de drenatge, com l'Agulla Cabdal, o dels Alous, anomenat Rec de Pesillà en el terme veí de Vilanova de la Ribera, l'Agulla de la Bosqueta, la de la Branca del Mas del Conte, la de la Figuerola, la de l'Agafa, o de les Gafes, abans Agulla Grossa del Bosc, l'Agulla del Bosc, la del Botàs, la del Castanyer, la de les Femades, la de les Figueres, la de les Gorgues, la del Mas Guiter, la del Molí, la dels Cardonets, la de Sant Francesc, l'Agulla Petita dels Palaus, l'Eixau, o Agulla de l'Eixau, el Rec del Gleu, el Rec del Molí, o de Pesillà i la Ribereta, o Agulla de la Ribereta. De tots aquests, només són de drenatge l'Agulla Cabdal, la de l'Agafa, l'Agulla Petita dels Palaus i la Ribereta, que també són d'irrigació, i les de l'Eixau i el Rec del Gleu, que només són de drenatge.
La meitat nord del terme és un coster en el qual es dona un conjunt de còrrecs que aflueixen en la Tet. A l'extrem de ponent del terme es troba el Còrrec de Campells, que recull l'Agulla de la Figuerola i el Còrrec del Clot d'en Godall, que provenen del terme veí de Cornellà de la Ribera. Més al nord hi ha dins del terme de Pesillà de la Ribera la capçalera del Còrrec de les Clotes, el curs del qual és gairebé del tot dins del terme de Cornellà de la Ribera. Més a llevant, en aquest cas travessant el terme al biaix de nord-oest a sud-est, hi ha el Còrrec de la Verna, que prové de l'angle nord-oest del terme de Pesillà, però té la naixença en el de Cornellà. Aquest còrrec, que travessa tot el terme, va rebent les afluències de diferents còrrecs: la Corregada d'en Roca, el Còrrec dels Mussols i el d'en Gobert; el Còrrec de la Verna just en el moment que entra en el terme del Soler s'aboca en el Rec del Vernet i de Pià.
Al nord del Còrrec de la Verna, avançant cap al límit de llevant del terme de Pesillà, es troba el Còrrec de les Gorgues, que passa pel nord-est de la població, a poca distància. Aquest còrrec rep les aigües dels còrrecs de les Gorguetes, del dels Petiots, del de la Plana d'en Carbonell, d'un Còrrec sense complement del nom, del de les Basses, dels del Fonollar (dos amb el mateix nom) i del de Terra Ulls. A l'angle nord-est del terme hi ah el Còrrec del Manadell, amb el de la Pedrera, que neix en terme de Pesillà, entra en el de Calce, torna a entrar en el de Pesillà i finalment se'n va cap al de Vilanova de la Ribera. Al nord-est del Còrrec de les Gorgues, encara, es troba el Còrrec dels Siurers, que surt cap al terme de Vilanova on, just al nord de la població d'aquest nom, s'ajunta amb el de les Gorgues. De dos còrrecs, se'n conserva el nom, però ja són desconeguts avui dia: el Còrrec d'en Sanís i el de la Gafa.

### Orografia
Alguns dels topònims de Pesillà de la Ribera indiquen formes de relleu. clotades: les Clotes; comes: Coma Ustrull; planes: el Pla, o els Plans, d'Amunt, la Plana dels Ametllers, la Plana d'en Carbonell, la Plana, o les Planes, de les Mirandes, les Planes del Camí de la Torre, els Plans de Baix; serres i serrats: la Serra Montesa, el Serrat del Burricaire, o de les Gorgues.

### El terme comunal
Les partides cadastrals i indrets específics del terme de Pesillà de la Ribera són les següents: les Barderes, les Basses, la Bosqueta, la Branca del Mas, Cabestanyà, el Camí de Cornellà, el Camí de Sant Feliu, el Camí d'Estagell, el Camí de Tuïr, els Campets, els Camps del Molí, els Camps dels Castanyers, els Cardonets, el Castanyer, les Colomines, el Còrrec de la Verna, l'Eixau, els Esperells, els Estanyols, la Font, el Forn del Pardal, les Forques, la Gafa, o l'Agafa, les Gorgues, les Gorgues Altes, les Gorgues Baixes, les Gorguetes, les Hortes, les Hortes Altes, les Hortes d'en Cruells, el Manadell, el Mas Balanda, el Mas de Blanes, el Mas del Cabrer, el Mas d'en Sanís, el Mas Fabressa, el Mas Llorenç, els Menerots, els Mussols, les Onze Aiminades, la Pedra Dreta, la Pedra Ferral, o la Pera Ferral, els Petiots, o Can Canta, el Pont de la Por, els Pujals, el Riberal, Sant Francesc, el Seny, els Siurers, Terra Ulls, la Teuleria, els Torrents, la Verna, les Vernes del Camí de la Torre i el Vinyer.

## Transports i comunicacions

### Carreteres
Travessen el terme de Pesillà de la Ribera quatre carreteres: la D - 1 (Estagell - D - 614, a Pesillà de la Ribera) que entra en el terme de Pesillà de la Ribera pel nord-oest i arriba al poble marcant un traçat al biaix cap al sud-est. Uneix aquestes dues poblacions en quasi 10 quilòmetres de recorregut, i no passa per cap altre poble, però sí que trepitja breument el terme de Calce. Just a ponent de Pesillà de la Ribera, la carretera torç cap a llevant, coincidint de traçat amb la D - 614, i s'adreça cap a Vilanova de la Ribera (2,8 quilòmetres), Baó (9,8), i Sant Esteve del Monestir (10).
La D - 16a (D - 1 / D - 614, a Pesillà de la Ribera - D - 916 a Sant Feliu d'Avall), que en un breu traçat travessa la Tet i connecta amb les carreteres de la riba dreta del riu.
La D - 39 (D - 1, a Pesillà de la Ribera - D - 916 al Soler), que té unes característiques molts semblants a l'anterior.
Finalment, la D - 614 (D-900, a Pià - D - 612, a Millars), que procedeix de Vilanova de la Ribera, a 19 quilòmetres, i passa per Ribesaltes (a 15), Paretstortes (a 12), Baixàs (a 8), Pesillà de la Ribera, Cornellà de la Ribera (a 3), i Millars (a 7).

### Transport públic col·lectiu
Pesillà de la Ribera té servei de transport públic amb la línia 17 de la Companyia de Transports Perpinyà Mediterrani (CTPM), (Sant Feliu d'Avall - Pesillà de la Ribera), que uneix les poblacions de Sant Feliu d'Avall, el Soler, Perpinyà, Sant Esteve del Monestir, Baó, Vilanova de la Ribera i Pesillà de la Ribera. Aquesta línia ofereix entre quinze i divuit serveis diaris de dilluns a dissabte, segons en quina direcció circuli; no tots els serveis fan el trajecte complet. Diumenge i els dies festius ofereix quatre serveis en cada direcció, també amb orígens i destins variables.
També disposa, com a tota la Catalunya Nord, del servei TAD (Transport a la demanda), amb el qual es pot demanar un transport específic si hi ha un nombre suficient d'usuaris els dimecres el matí.

### Camins
El terme de Pesillà de la Ribera compta amb tot un seguit de camins que el comuniquen amb els pobles i termes veïns: Camí de Baixàs, Camí de Cornellà a baixàs, o de la Torre a Cornellà, Camí de Calce, o de Baixàs, Camí de Calce a Cornellà, Camí de les Fonts, o de Calce, Camí del Soler, Camí d'Estagell, Camí de Montner, Camí de Sant Feliu, Camí de Tuïr, Ruta de Baó, Ruta de Cornellà, Ruta de Sant Feliu i Ruta de Vilanova. D'altres són camins interns del terme propi: Camí de la Colomina, o dels Plans de Baix, Camí de Coma Ustrull, Camí de l'Agafa, o dels Castanyers, Camí de la Pedrera, Camí de la Ribera, Camí de la Serra Montesa, Camí del Camp del Cabrer, o de la Peirassa, Camí del Camp dels Prats, Camí de les Gorgues Altes, Camí de les Hortes Baixes, Camí de les Vinyes, Camí del Mas de Blanes, Camí del Mas de l'Averós, Camí del Mas d'en Carbonell, Camí del Planal, Camí del Riberal, Camí dels Prats, Camí del Terra Verd i Travessa de la Pedrera.

## Activitats econòmiques
Malgrat que cada dia Pesillà de la Ribera es converteix en ciutat-dormitori de la conurbació de Perpinyà, l'activitat principal hi continua essent l'agricultura. gairebé la meitat de les terres de conreu és dedicada a la vinya, majoritàriament destinada a vins de denominació d'origen controlada. Els pagesos de Pesillà fins i tot han comprat un nombre considerable de terres en els termes veïns, per la qual cosa la producció de vins de Pesillà és gran. El Celler Cooperatiu del poble elabora un vi de qualitat excel·lent. A les zones de regadiu es produeixen hortalisses: enciams, escaroles, tomàquets, julivert, carxofes, pastanagues, productes primerencs, espàrrecs i api. I també hi ha una producció important de fruita, sobretot albercocs, préssecs, cireres i peres. Finalment, també hi ha una presència important de bestiar, amb més de 400 caps d'ovins i una cinquantena de cabrum.

## Història

### Història antiga
Una sèrie de descobertes recents dona una idea, encara parcial, de l'ocupació del territori a l'època ibèrica. Instal·lada en el Rosselló, una tribu ibera anomenada els Sordons fundà dues viles, Illiberis (Elna) i Ruscino (Castell Rosselló). A Pesilla de la Ribera, la presència de dues necròpolis d'incineració permet de situar la seva implantació en l'espai i en el temps. Un jaciment del segle ix aC prop del Mas Blanes, a la desembocadura del torrent del Manadell, i un altre del VII abans de la nostra era a la desembocadura del Còrrec de la Berna al Mas Comte mostren el seu interès en l'ocupació al límit de la plana i de les terrasses damunt de turons protegits de les revingudes de les aigües. Amb els ibers, aquestes necròpolis se situen sistemàticament a prop dels seus emplaçaments de residència, distants de 500 a 300 metres un de l'altre. A Pesilla de la Ribera, aquesta ocupació humana iniciada per aquests ibers ha perdurat fins als nostres dies ai Mas Comte i al Mas Blanes, dos poderosos dominis agrícoles que han amplament contribuït a la valoració del territori amb l'explotació de les terres irrigades de la Plana al Riberal i les terres seques de les terrasses, a les Garrigues.
Des del segle VI abans de la nostra era, els ibers comerciaven amb els grecs que havien fundat Emporion (Empúries). Durant la Segona Guerra Púnica (218-195 abans de JC) entre els Romans i els Cartaginesos, els exèrcits romans ocuparen els territoris ibers; comença aleshores el procés de romanització. Progressivament, els ibers abandonaren la seva llengua, els seus costums i adoptaren el mode de vida romà. L'hàbitat restà dispers i el territori es va organitzar entorn de les villae, petits centres rurals implantats a les terres explotades. A Pesilla de la Ribera, la data més antiga del període republicà (segle I abans de JC), ocupa une superfície de vers 400 m² als llocs de Terragols Nord. D'altres, pertanyents a l'Alt Imperi (segles I i II després de JC), s'estenen sobre superfícies equivalents, als llocs del Mas Balanda i les Gorgues Altes. El més important, d'uns 4.000 m², se situa a la part baixa d'un vessant cap al sud-oest a la petita vall de les Gorgues Baixes. En aquesta jaciments van aparèixer nombrosos fragments de teules, de ceràmica comuna o sigil·lada d'origen de vegades africà; d'àmfores; de dolis (grans vasos de terra cuita destinats a la conservació de vi o d'oli); diverses monedes: un quadrà de Massília, mig as d'Empúries, un dupondius de l'emperador Vespasià, per exemple. Recerques dutes a terme a la capella de Sant Sadurní han permès descobrir teules i briques datades a l'Antiguitat tardana (segle v) i de l'alta edat mitjana (segles vi i vii). Es tracta de teules i de cofres funeraris primer de terra cuita, després de lloses d'esquist. Altres vestigis fan pensar en una ocupació del lloc des d'aquella època per un centre cultural judeucristià. Generalment, aquests llocs de culte de començaments del cristianisme, successors dels llocs de culte romans. És probable que aquest fos el cas de Pesillà de la Ribera. El nom de Villa Peciliani apareix en aquesta època, aquesta villa que pertanyia versemblantment a un tal Pacilius, ric propietari romà o iber romanitzat, qui donà el seu nom al poble.

### Edat mitjana
El primer esment de Pesillà es remunta a l'any 876, en l'acta d'una donació d'Anna, filla d'Alaric, comte difunt d'Empúries, i de Rotruda, filla del comte de Barcelona i Rasès Berà, al comte Radulf, germà de Guifré el Pilós, d'uns alous, entre els quals hi havia el de Pidiliano, amb les seves esglésies. El 898, el comte Radulf donaren aquestes mateixes terres, de Peciliano o Pessiliano al monestir de la Grassa, amb les seves esglésies de Sant Feliu i de Sant Sadurní, els canals de rec i el vilar de Fonte Tentenata (les Fonts, del veí terme comunal de Calce. El que és curiós és que entre els documents de la Grassa, no hi consta, Pesillà, per la qual cosa se suposa que la primera donació no es va fer efectiva, i fins a la segona, el 915, la Grassa no en va prendre possessió real. Fins a la fi de l'Antic Règim la Grassa en continuà tenint la possessió.

### Edat Contemporània

#### Les Santes Hòsties
Just encetada l'era contemporània, s'esdevingué a Pesillà de la Ribera el fet de les Santes Hòsties. El 1792 els dos sacerdots de la parròquia del poble, tots dos d'origen pesillanenc, el rector Jaume Perona, de 54 anys, i el seu vicari, Honorat Siuroles, de 45, es van negar a retre el jurament constitucional degut en aquell moment, i es van veure obligats a exiliar-se, de primer a Tordera i després a Albacete. Foren reemplaçats pel prevere Sibiuda, que no va prendre mai possessió del lloc, i el prevere Narcís Ravell, que, rebutjat per la població, només hi ha estat tres mesos. Tancada l'església parroquial, el culte catòlic es dugué a terme en cases particular.
L'any següent fou el de l'entrada en el Rosselló dels exèrcits espanyols dins del marc de la Guerra del Rosselló, o Guerra Gran, fet que va estendre la por entre els pobles de la zona. Conegut el fet per l'antic rector, Jaume Perona, no dubtà a arribar a Pesillà de la Ribera des d'Albacete, on era, va reobrir l'església el 15 de setembre del 1793, hi va celebrar missa i la processó de la Minerva, i va fer-hi tres bateigs i l'enterrament d'un albat. Convençut del seu retorn definitiu, obrí fins i tot un llibre parroquial a tal efecte. Tanmateix, dos dies després es lliurava la batalla de Paretstotes, on els espanyols foren obligats a retrocedir, i el prevere Perona, amb el risc de ser capturat i executat, va haver d'exiliar-se altra vegada. Un comentari seu en plena fugida, a Sant Feliu d'Avall, fou captat per una jove pesillanenca, Rosa Llorens, qui entengué que el sacerdot es lamentava d'haver oblidat al sagrari de l'església unes hòsties consagrades, i que tenia por que fossin profanades. Eren els anys del Terror, i fins i tot els sacerdots que havien jurat la Constitució es veien sovint obligats a fugir.
Rosa Llorens, en connivència amb el batlle pesillanenc, Joan Bonafós, i el primer oficial municipal es van introduir secretament a l'església, obriren el tabernacle, i, efectivament, hi trobaren la meitat d'una gran hòstia, a més de quatre de petites. Guardada a casa del batlle l'hòstia gran i les petites a casa de Rosa Llorens, hi van romandre set anys sense que ningú les toqués, mentre que les hòsties rebien misses en honor del Sant Sagrament. Hi contribuí la mare Josefina de Romanyà, canongessa de Sant Salvador de Perpinyà, refugiada a Pesillà de la Ribera. La presència de les hòsties a dues cases del poble hi generà un moviment pietós clandestí, que fins i tot arribà a ser tolerat per republicans fogosos del poble. A la fi de l'any 1800, tornaren a Pesillà de la Ribera els dos capellans exiliats, i les hòsties, incorruptes, tornaren a l'església parroquial. El 1801 s'autentificaven les hòsties, i es reconeixia com a miracle la seva conservació. Amb l'acord escrit de diverses autoritats eclesiàstiques, començà oficialment un culte al Sant Sagrament que continua avui dia.

## Demografia

### Demografia antiga
La població està expressada en nombre de focs (f) o d'habitants (h)
| Evolució demogràfica de Pesillà de la Ribera entre 1358 i 1790 | Evolució demogràfica de Pesillà de la Ribera entre 1358 i 1790 | Evolució demogràfica de Pesillà de la Ribera entre 1358 i 1790 | Evolució demogràfica de Pesillà de la Ribera entre 1358 i 1790 | Evolució demogràfica de Pesillà de la Ribera entre 1358 i 1790 | Evolució demogràfica de Pesillà de la Ribera entre 1358 i 1790 | Evolució demogràfica de Pesillà de la Ribera entre 1358 i 1790 | Evolució demogràfica de Pesillà de la Ribera entre 1358 i 1790 | Evolució demogràfica de Pesillà de la Ribera entre 1358 i 1790 | Evolució demogràfica de Pesillà de la Ribera entre 1358 i 1790 | Evolució demogràfica de Pesillà de la Ribera entre 1358 i 1790 | Evolució demogràfica de Pesillà de la Ribera entre 1358 i 1790 | Evolució demogràfica de Pesillà de la Ribera entre 1358 i 1790 | Evolució demogràfica de Pesillà de la Ribera entre 1358 i 1790 | Evolució demogràfica de Pesillà de la Ribera entre 1358 i 1790 | Evolució demogràfica de Pesillà de la Ribera entre 1358 i 1790 |
| 1358                                                           | 1365                                                           | 1378                                                           | 1424                                                           | 1470                                                           | 1515                                                           | 1553                                                           | 1709                                                           | 1720                                                           | 1730                                                           | 1755                                                           | 1765                                                           | 1767                                                           | 1774                                                           | 1789                                                           | 1790                                                           |
| -------------------------------------------------------------- | -------------------------------------------------------------- | -------------------------------------------------------------- | -------------------------------------------------------------- | -------------------------------------------------------------- | -------------------------------------------------------------- | -------------------------------------------------------------- | -------------------------------------------------------------- | -------------------------------------------------------------- | -------------------------------------------------------------- | -------------------------------------------------------------- | -------------------------------------------------------------- | -------------------------------------------------------------- | -------------------------------------------------------------- | -------------------------------------------------------------- | -------------------------------------------------------------- |
| 105 f                                                          | 122 f                                                          | 58 f                                                           | 58 f                                                           | 58 f                                                           | 68 f                                                           | 48 f                                                           | 222 f                                                          | 135 f                                                          | 170 f                                                          | 207 f                                                          | 900 h                                                          | 1.110 h                                                        | 170 f                                                          | 210 f                                                          | 828 h                                                          |

### Demografia contemporània
| Evolució de la població |       |       |       |       |       |       |       |       |
| 1793                    | 1800  | 1806  | 1821  | 1831  | 1836  | 1841  | 1846  | 1851  |
| 890                     | 1.035 | 1.114 | 1.208 | 1.291 | 1.331 | 1.378 | 1.388 | 1.458 |

| 1856  | 1861  | 1866  | 1872  | 1876  | 1881  | 1886  | 1891  | 1896  |
| ----- | ----- | ----- | ----- | ----- | ----- | ----- | ----- | ----- |
| 1.520 | 1.502 | 1.521 | 1.523 | 1.660 | 1.546 | 1.802 | 1.812 | 1.806 |

| 1901  | 1906  | 1911  | 1921  | 1926  | 1931  | 1936  | 1946  | 1954  |
| ----- | ----- | ----- | ----- | ----- | ----- | ----- | ----- | ----- |
| 1.838 | 1.843 | 1.836 | 1.760 | 1.722 | 1.777 | 1.813 | 1.832 | 1.937 |

| 1962  | 1968  | 1975  | 1982  | 1990  | 1999  | 2004  | 2008  | 2009  |
| ----- | ----- | ----- | ----- | ----- | ----- | ----- | ----- | ----- |
| 2.091 | 2.159 | 2.058 | 2.200 | 2.349 | 2.754 | 2.957 | 3.114 | 3.145 |

| 2013  |
| ----- |
| 3.374 |

Fonts: Ldh/EHESS/Cassini fins al 1999, després INSEE a partir deL 2004

### Evolució de la població

Població 1962-2008

## Administració i política

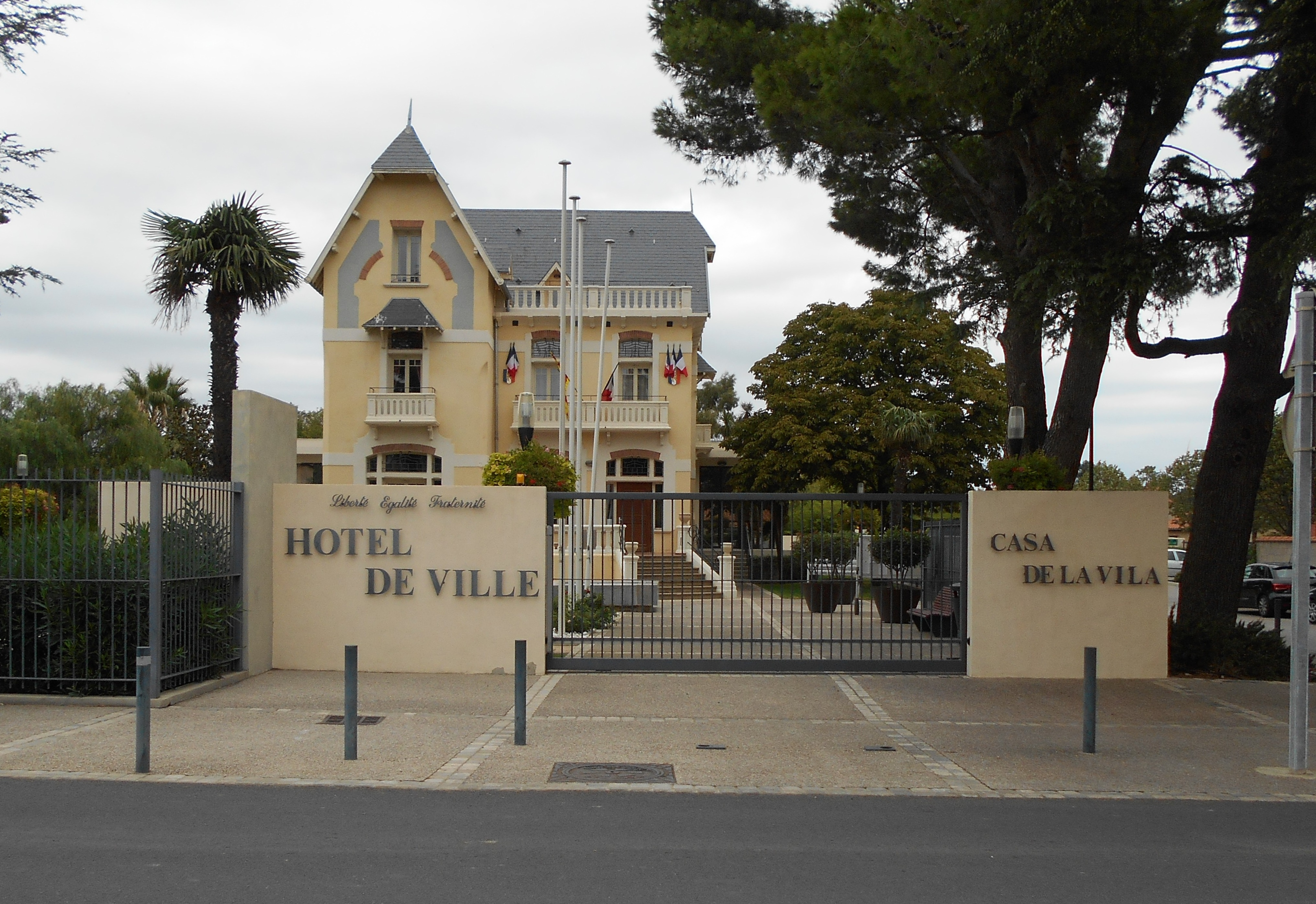
La Casa del Comú de Pesillà de la Ribera

### Batlles[12]
| Període                       | Nom              | Opció política | Comentaris |
| ----------------------------- | ---------------- | -------------- | ---------- |
| Març del 2001 - Moment actual | Jean-Paul Billès |                |            |

### Legislatura 2014 - 2020

#### Batlle
- Jean-Paul Billès

#### Adjunts al batlle[13]
- 1a: Catherine Miffre
- 2n: Guy Paloffis
- 3a: Nathalie Piqué
- 46: Blaise Fons
- 5a: Jeanine Vidal
- 6è: Jean Telasco.

#### Consellers municipals
- Brice Annarelli
- Marie-Hélène Artigues
- Jacques Basset
- Henri Bertrand
- Jean Camo
- Karine Carola
- Yannick Costa
- Yves Escape
- Anne Fauveau
- Jean-Pascal Gardelle
- Chantal Gauby
- Elisabeth Gitard
- Corinne McKenzie
- Jean-Marie Roger
- Julie Sanz
- Liliane Sarda.

### Adscripció cantonal

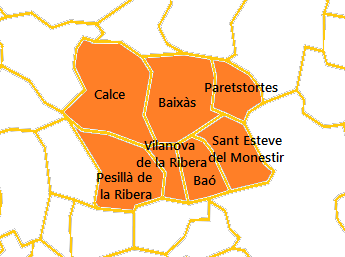
Mapa del Cantó del Riberal

A les eleccions cantonals del 2015 el poble de Pesillà de la Ribera ha estat inclòs al Cantó del Riberal (que només inclou una part del sector nord del Riberal de la Tet), juntament amb Baixàs, Bao, Calce, Paretstortes i Vilanova de la Ribera, amb capitalitat al poble de Sant Esteve del Monestir (nou agrupament de comunes fruit de la reestructuració cantonal feta en saó de les eleccions cantonals i departamentals del 2015). Són consellers per aquest cantó Nathalie Piqué, adjunta al batlle de Pesillà de la Ribera, i Robert Vila, batlle de Sant Esteve del Monestir, tots dos de la Unió de Dreta.

### Agermanaments
El poble de Pesillà de la Ribera està agermanat amb els de Tramonti, a Itàlia i la Granadella, a les Garrigues, Catalunya del Sud i té un acord de cooperació descentralitzada amb el de Say, al Níger.

## Ensenyament i Cultura

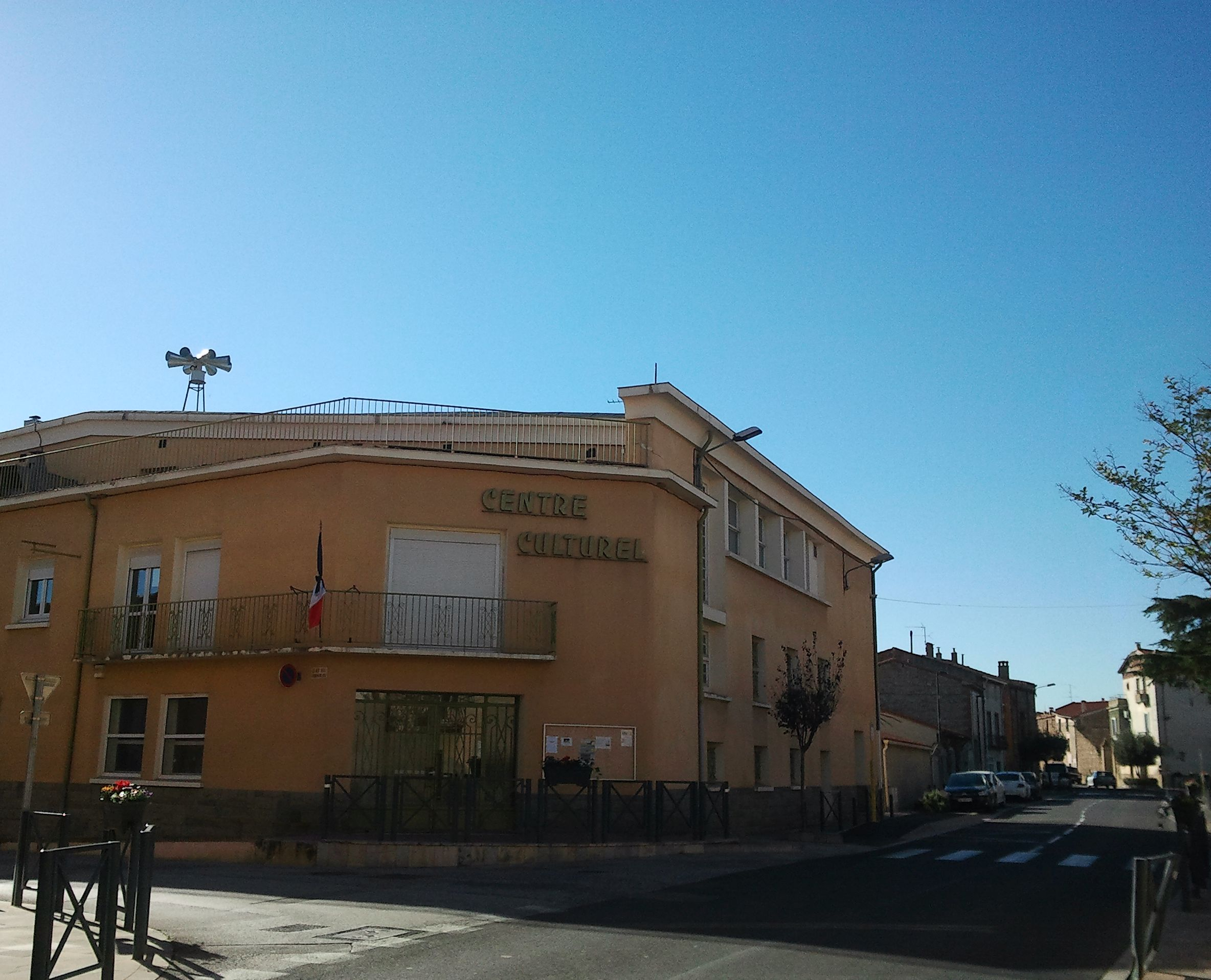
El Centre Cultural

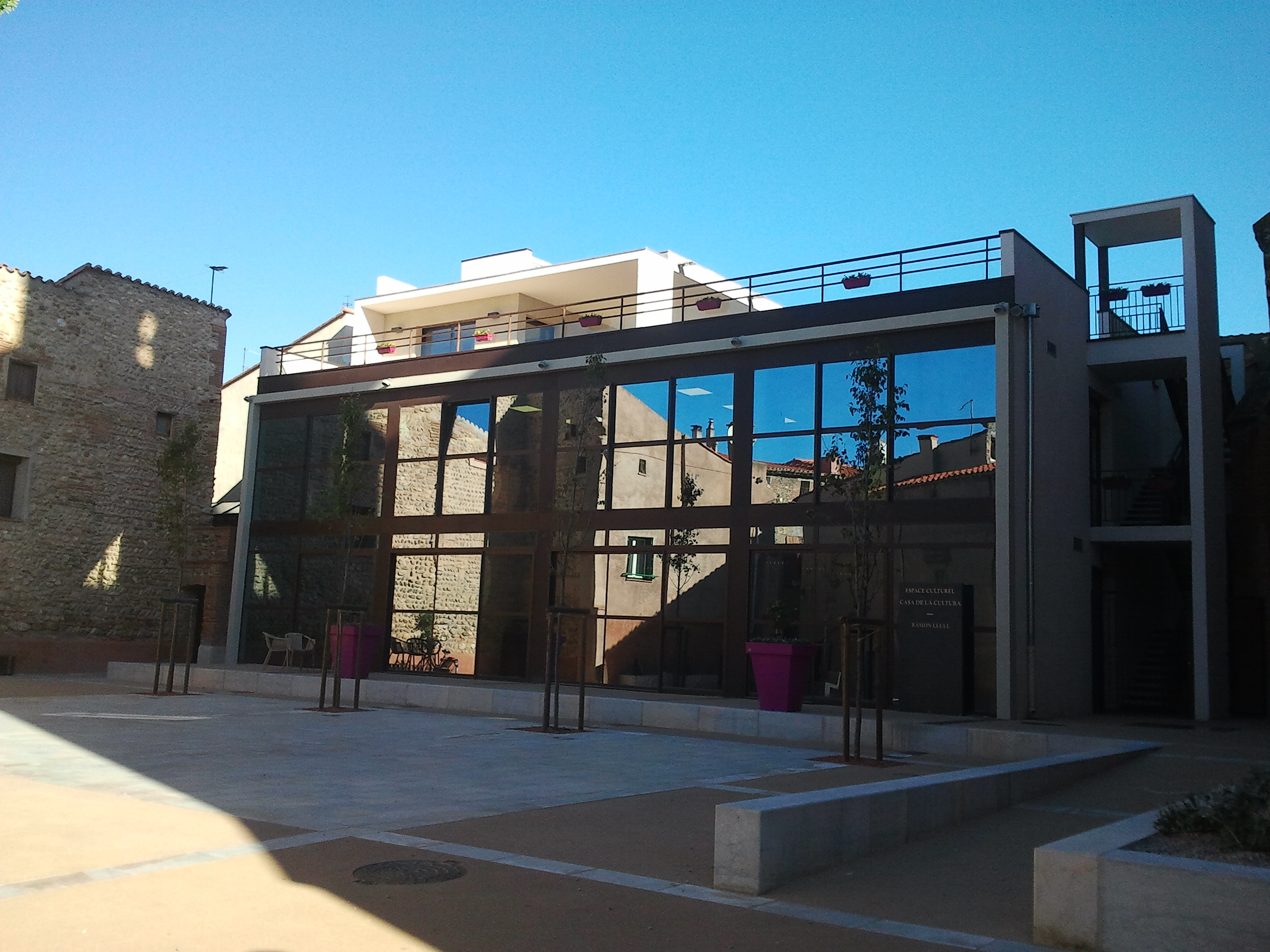
La moderna Mediateca del poble

Pesillà de la Ribera disposa d'una escola maternal pública, denominada Maria Méliès, situada en el recinte de les escoles del poble, i d'una escola primària o elemental també pública, que duu el nom de Joseph Napoléon Sarda Garriga, que comparteix recinte amb l'anterior. Des del curs 2017-2018, a Pesillà hi ha un centre educatiu de la xarxa la Bressola ubicada a la Casa Pau Berga.
Per tal de continuar estudis, els joves pesillanencs han d'anar a cursar la secundària als col·legis de Perpinyà, Sant Esteve del Monestir, el Soler, Toluges o Tuïr, i per al batxillerat, als liceus de Perpinyà o al tècnic de Ribesaltes.
Existeix una moderna Mediateca en el poble, la Ramon Llull, així com un Centre Cultural. També hi ha un Centre d'Esplai i un Punt jove, així com restaurant escolar i serveis periescolars. El Parc dels Esports, la Casa Pau Berga i l'Espai Louis Blad completen l'oferta cultural i d'esplai del poble.
Onze associacions de tipus esportiu (arts marcials, bàdminton, excursionisme bàsic, futbol, handbol, judo, petanca, rugbi, entre d'altres), una associació de dansa popular pesillanesa, dotze de diferents especialitats culturals i nou més a l'entorn de les festes populars formen el teixit associatiu populars de Pesillà de la Ribera.

## Personatges cèlebres
- Jaume Perona (1747 - 1811), sacerdot autor del fet de les Hòsties de Pesillà
- Josep Sardà i Garriga (1808 - 1877), va abolir l'esclavatge a l'illa de la Reunió
- Pau Berga (1864 - 1947), escriptor nord-català
- Paul Porical (1911 - 1977), jugador nord-català de rugbi a 15
- Gérald Porical (1950-), jugador nord-català de rugbi a 15
- Jérôme Porical (1985 -), jugador nord-català de rugbi a 15.